# Tiên Phú
Tiên Phú là một xã thuộc huyện Phù Ninh, tỉnh Phú Thọ, Việt Nam. Về vị trí địa lý, phía bắc của xã tiếp giáp với xã Trạm Thản và Liên Hoa, phía nam giáp xã Phú Hộ (thị xã Phú Thọ) và xã Trung Giáp.
Xã bao gồm 16 khu hành chính và 8 xóm: xóm Vai (khu 1, 2, 3), xóm Nưa (khu 6, 7), xóm Diềm (khu 8), xóm Cả (khu 12, 13), xóm Hu (khu 4, 5), xóm Đặng (khu 10, 11), xóm Chùa Tà (14, 15) và xóm Lồ (khu 9, 16).